# Oberneukirchen
Oberneukirchen je městys v Rakousku ve spolkové zemi Horní Rakousy v okrese Urfahr-okolí. Žije zde přibližně 3 200 obyvatel.

## Geografie

### Geografická poloha
Oberneukirchen se nachází ve spolkové zemi Horní Rakousy v regionu Mühlviertel. Rozloha území městyse činí 34,55 km², z nichž přibližně 35% pokrývá les.

### Části obce
Území městyse Oberneukirchen zahrnuje 23 sídel:
- Amesschlag
- Froschau
- Fuchsgraben
- Höf
- In der Au
- Kleintraberg
- Königsberg
- Königsdorf
- Lobenstein
- Mitterfeld
- Oberneukirchen
- Oberwaldschlag
- Punzing
- Reindlsedt
- Schaffetschlag
- Schallenberg
- Schauerschlag
- Teichfeld
- Traberg
- Unterbrunnwald
- Unterwaldschlag
- Waxenberg
- Wögersdorf

### Sousední obce
- na severu: Helfenberg, Vorderweißenbach, Bad Leonfelden
- na východě: Zwettl an der Rodl
- na jihu: Eidenberg, Eidenberg
- na západě: Herzogsdorf, Sankt Veit im Mühlkreis

## Kultura a památky

### Stavby
- Zřícenina Waxenberg
- Zámek a kostel Waxenberg
- Zřícenina Lobenstein
- Farní kostel sv. Jakuba Většího v Oberneukirchenu
- Farní kostel sv. Josefa - dělníka v Trabergu

## Galerie

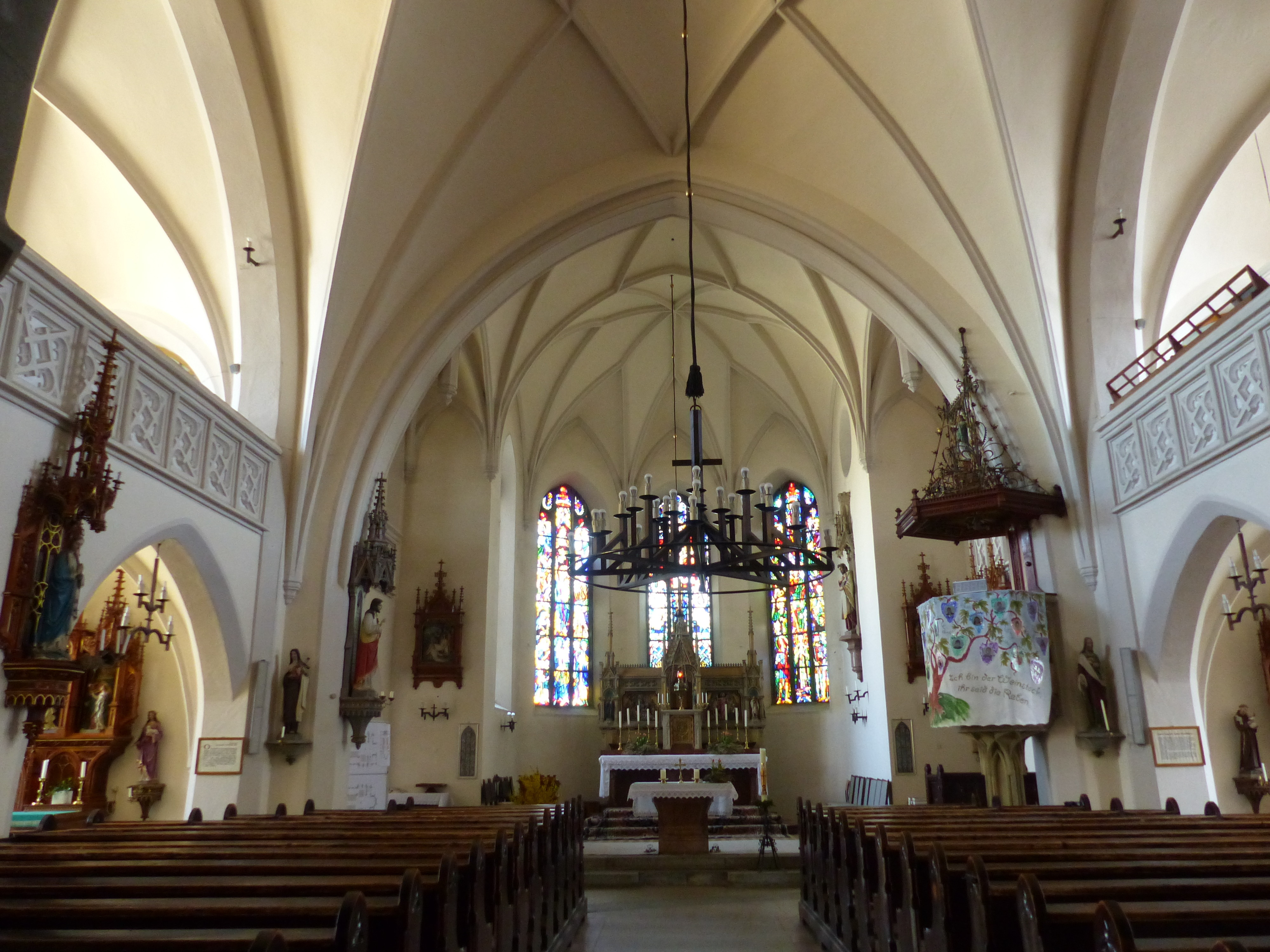
Interiér farního kostela sv. Jakuba Většího
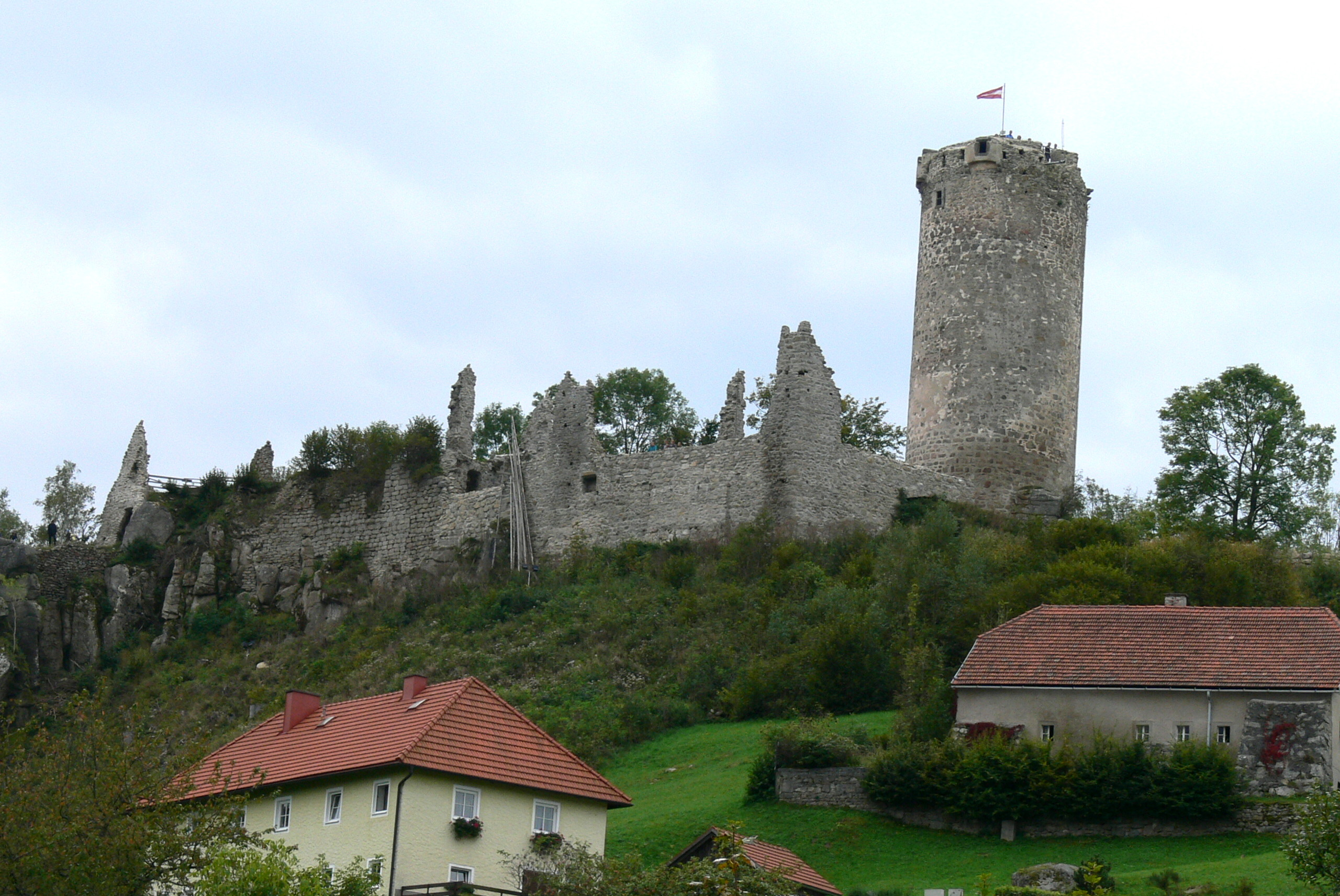
Zřícenina Waxenberg
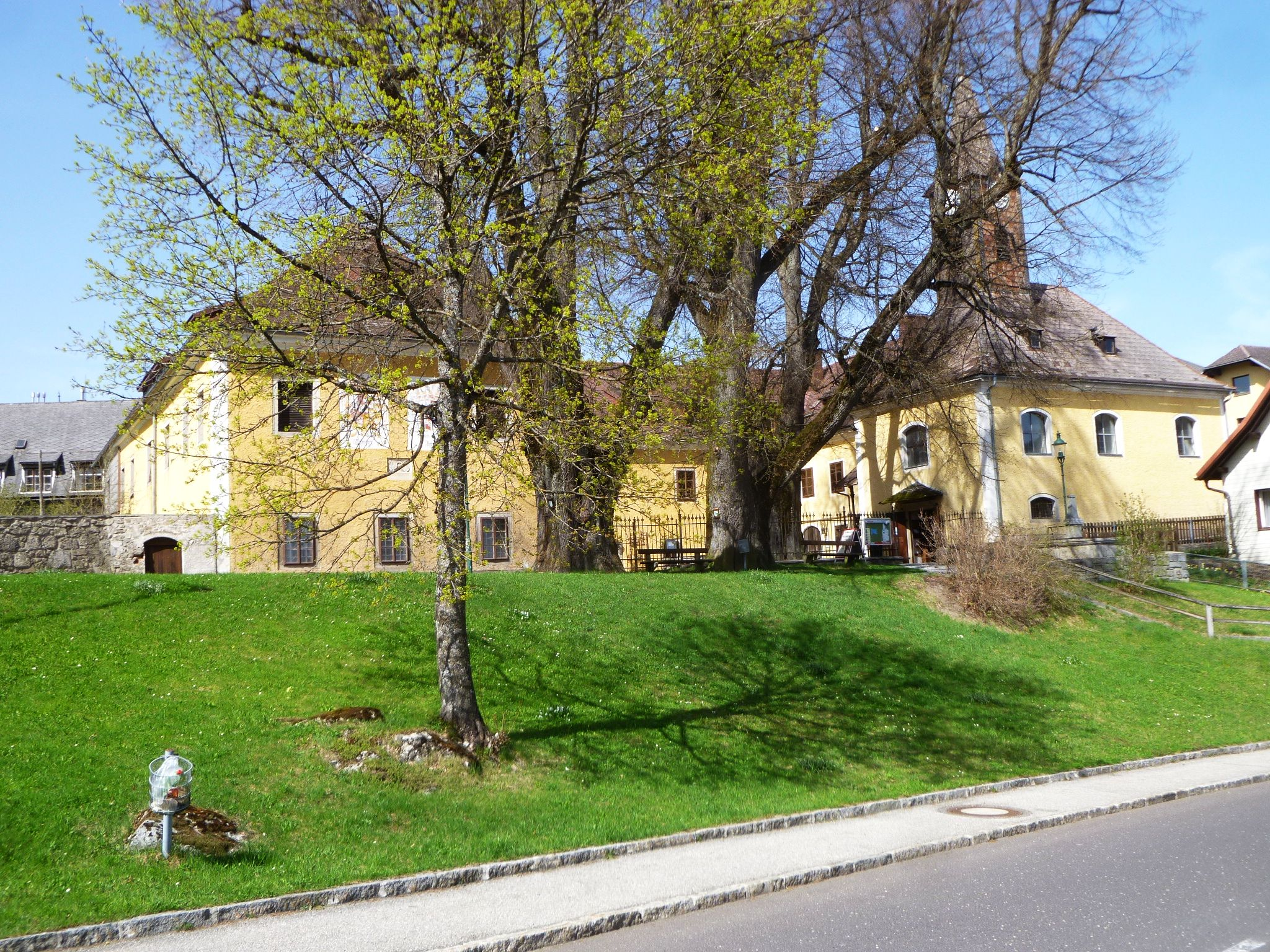
Zámek Waxenberg
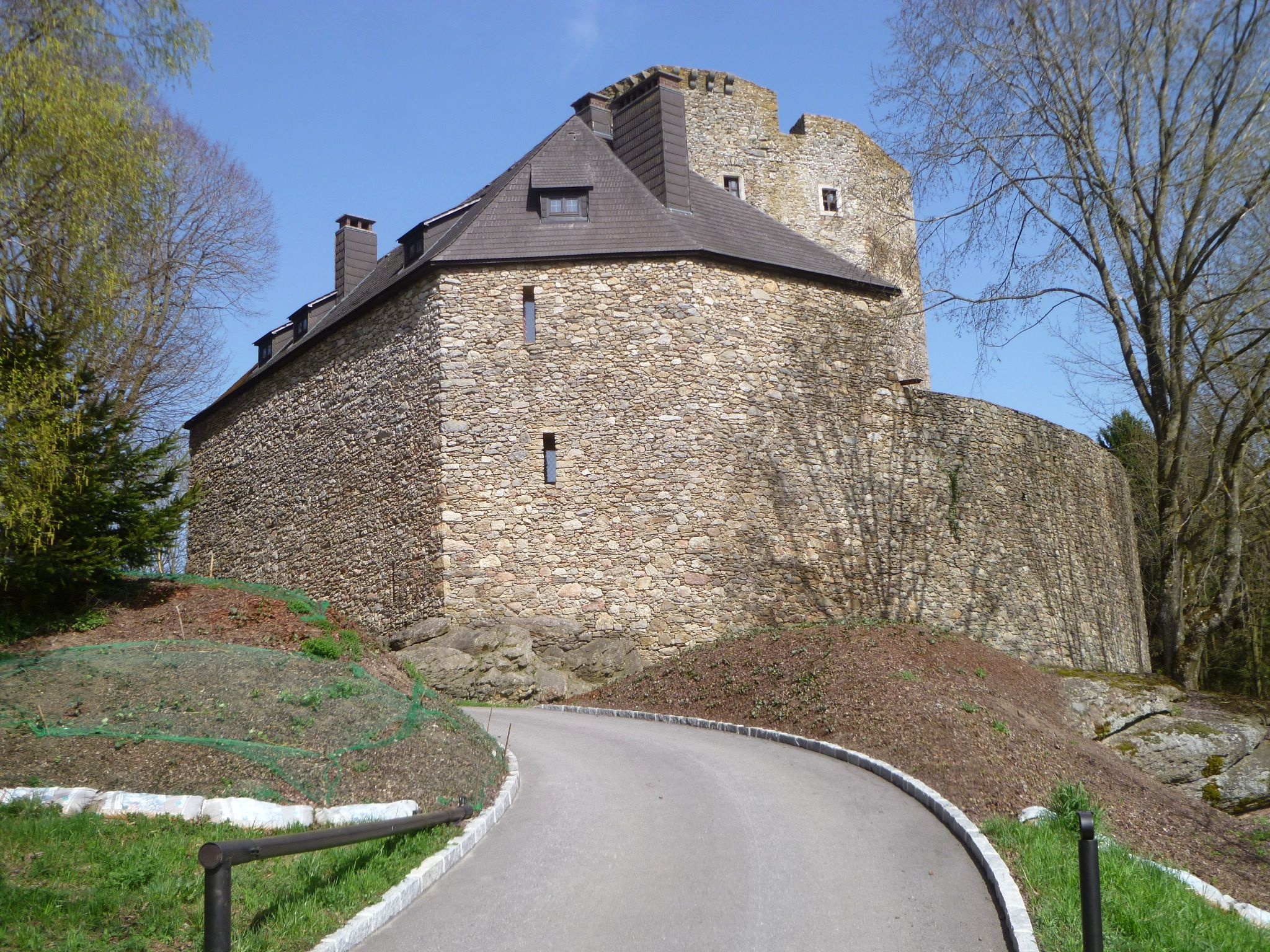
Zřícenina Lobenstein
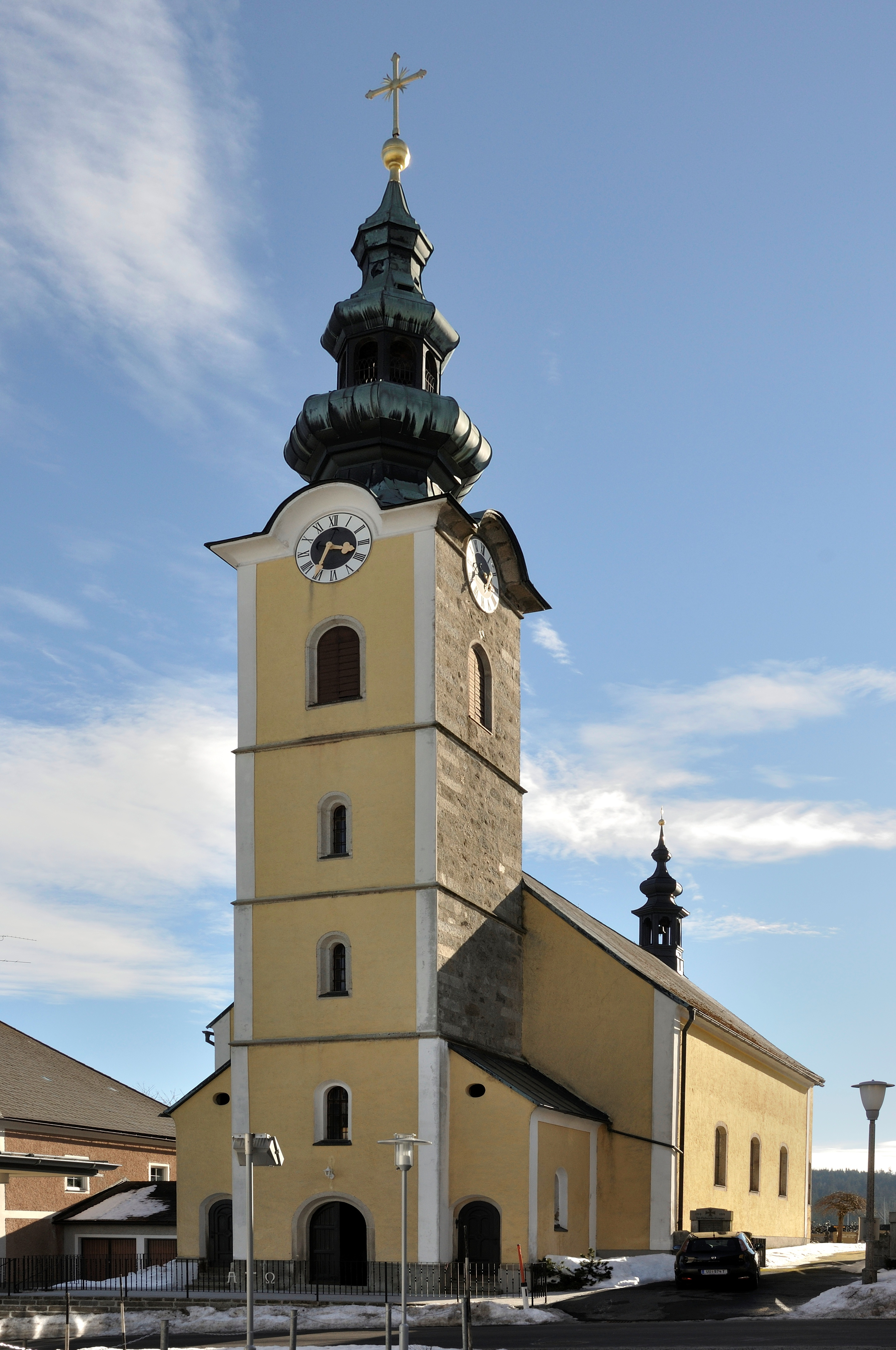
Kostel sv. Josefa - dělníka v Trabergu